# Takekurabe

Takekurabe (たけくらべ), est une nouvelle japonaise écrite par Ichiyō Higuchi en 1895-1896 et publiée dans la revue littéraire Mezamashi gusa (めさまし草) fondée par Saitō Ryokuu (斎藤 賢), Mori Ōgai (森 鷗外) et Kōda Rohan (幸田 露伴).
Les principaux personnages sont des enfants qui vivent à la limite du Yoshiwara, le seul quartier d'Edo (plus tard Tokyo), où est autorisée la prostitution. Comme ils grandissent, ils reprennent les professions de leur famille et perdent la liberté dont ils jouissaient en tant qu'enfants.
Parmi les adaptations au cinéma :
- Takekurabe (1924)[1].
- Takekurabe, (1955)

## Source de la traduction
- (en) Cet article est partiellement ou en totalité issu de l’article de Wikipédia en anglais intitulé « Takekurabe » (voir la liste des auteurs).